# Cyrtandra roseiflora
Cyrtandra roseiflora là một loài thực vật có hoa trong họ Tai voi. Loài này được H.J.Atkins mô tả khoa học đầu tiên năm 2003.